# Lee Young-jin (calciatore 1972)
Lee Young-jin (이영진?, 李永鎭?; 27 marzo 1972) è un ex calciatore sudcoreano, di ruolo difensore.